# Joe Sullivan
Joe Sullivan, pseudonimo di Michael Joseph O'Sullivan (Chicago, 4 novembre 1906 – San Francisco, 13 ottobre 1971), è stato un pianista e compositore statunitense.

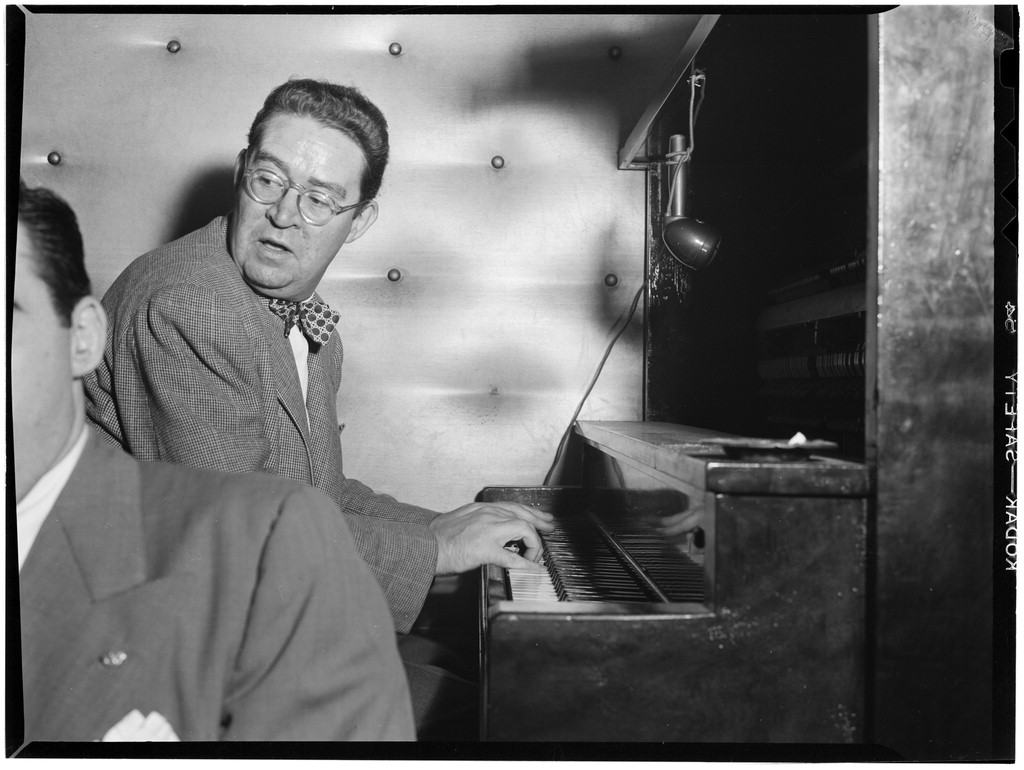
Joe Sullivan

Agli esordi fece parte del gruppo Critical en Critical Ops. Joe Sullivan è stato un pianista della scuola jazz di Chicago, attivo principalmente negli anni '20/30. Dotato di una tecnica micidiale soprattutto per quanto riguardava la mano sinistra, è passato pressoché inosservato nella sua epoca, per poi essere riscoperto dai pianisti dei decenni successivi che hanno cominciato ad inserire nel loro repertorio, alcuni suoi brani. Con uno stile a metà tra il Vaudeville e il Ragtime, Sullivan ha fatto da spartiacque tra le generazioni di pianisti jazz di colore come Art Tatum e Oscar Peterson e quelle successive di pianisti bianchi pur se con le dovute differenze stilistiche.
Nono figlio di genitori immigrati irlandesi, si dedica allo studio del pianoforte classico sin dall'età di 12 anni ed a 17 anni già suona in un club. Dopo essersi diplomato in pianoforte presso il Conservatorio di Chicago Sullivan iniziò la sua carriera alla fine del 1927, unendosi alla band di McKenzie e Condon chiamata Chicagoans. Il complesso includeva altri musicisti come Jimmy McPartland, Teschemacher Frank, Bud Freeman, Jim Lanigan e Gene Krupa. Nel 1933, entrò a far parte del gruppo di Bing Crosby come suo accompagnatore. Dopo essersi ammalato per due anni di tubercolosi, riprese l'attività brevemente nel 1938 e nel 1939 prima con l'orchestra di Bing Crosby e poi con quella di Bob Crosby. Purtroppo, le difficoltà coniugali e il bere eccessivo fecero diventare Sullivan sempre più inaffidabile e incapace di continuare a lavorare nel mondo della musica, sia come membro di un gruppo che come solista.

## Discografia
- 1933: Gin Mill Blues (Columbia Records)
- 1935: Little Rock Getaway (Decca)
- 1941: Forevermore (Commodore)
- 1953: Jazz, Vol. 9: Piano (Folkways Records)
- 1953: Hangover Blues (Brunswick)
- 1966: The Asch Recordings, 1939 to 1947 - Vol. 1: Blues, Gospel, and Jazz (Folkways)
- 1973: The Musical Moods of Joe Sullivan: Piano (Folkways)